# Matsuo (Automarke)
Matsuo war eine japanische Automarke.

## Markengeschichte
Unter dieser Marke wurden ausschließlich Elektroautos angeboten. Zu der Zeit der Benzinknappheit gab es für solche Fahrzeuge eine gewisse Nachfrage. Der einzige bekannte Markt war Japan. Als Jahr ist 1938 überliefert. Insgesamt entstanden nur wenige Automobile.

## Fahrzeuge
Die Fahrzeuge hatten einen Elektromotor mit unbekannter Motorleistung. Sie waren 280 cm lang. Der einzige Personenkraftwagen war ein Coupé. Daneben gab es einen kleinen Lastkraftwagen in Frontlenkerbauweise. Das Reserverad war auf dem Dach des Führerhauses montiert.